# Floronia annulipes
Floronia annulipes är en spindelart som beskrevs av Lucien Berland 1913. Floronia annulipes ingår i släktet Floronia och familjen täckvävarspindlar.
Artens utbredningsområde är Ecuador. Inga underarter finns listade i Catalogue of Life.